# 김재홍 (연출가)
김재홍은 대한민국의 텔레비전 드라마 연출감독이다.

## 학력 및 경력
- SBS 드라마본부 PD

## 드라마
- 2022년 SBS 금토드라마 《악의 마음을 읽는 자들》 ... 공동연출
- 2023년 SBS 금토드라마 《악귀》 ... 공동연출
- 2024년 SBS 금토드라마 《재벌X형사》 연출
- 2025년 SBS 금토드라마 《나의 완벽한 비서》 공동연출
- 2025년 JTBC 드라마 《에스콰이어: 변호사를 꿈꾸는 변호사들》